# Marcus Garvey
Marcus Mosiah Garvey (Saint Ann's Bay, 17 agosto 1887 – Londra, 10 giugno 1940) è stato un sindacalista e scrittore giamaicano.

## Biografia
Garvey lottò negli Stati Uniti d'America per migliorare le condizioni inumane in cui venivano fatte lavorare le persone di etnia afroamericana. Garvey predicò il ritorno in Africa di tutti i neri del mondo, che non dovevano sentirsi cittadini dei paesi in cui risiedevano, ma africani, così come anche una profezia contenuta nella Bibbia amarica, ovvero l'incoronazione in Africa di un Re nero, che avrebbe cacciato il colonialismo, estirpato il male e preparato il continente nero al ritorno della sua gente. Quando il 2 novembre 1930 il Ras Tafari Maconnèn fu incoronato imperatore dell'Etiopia prendendo il nome di Hailé Selassié, molti neri giamaicani videro l'avverarsi di questa profezia e diedero quindi vita al movimento del rastafarianesimo. Lo stesso Marcus Garvey viene considerato da molti rasta e musicisti reggae, specialmente in Giamaica, una sorta di profeta.
Istituì ad Harlem una sorta di governo in esilio della grande nazione africana. Creò una compagnia di navigazione, la Black Star Steamship col compito di trasportare passeggeri neri all'interno dell'arcipelago delle Antille, in aperta opposizione con le altre compagnie che da anni avevano istituito la segregazione. Condannato per frode postale a causa di presunte irregolarità nel sistema di finanziamento della compagnia, fu graziato dal presidente Calvin Coolidge ed espulso verso la nativa Giamaica. Fu il fondatore dell'associazione Universal Negro Improvement Association and African Communities League e della rivista Negro World. Il contributo di Garvey rappresenta la base ideologica di quella dottrina nazionalista africana che troverà largo seguito negli Usa a partire dagli anni sessanta con la fondazione del potere nero di Stokely Carmichael.

### Infanzia (1887–1904)
Marcus Mosiah Garvey Jr. nacque il 17 agosto 1887 a Saint Ann’s Bay, nella parrocchia di Saint Ann, in Giamaica, all’epoca ancora colonia britannica. Era l’ultimo di undici figli, ma solo lui e una sorella sopravvissero all'infanzia. Suo padre, Malchus Garvey, era un muratore autodidatta con una vasta biblioteca personale, mentre sua madre, Sarah Jane Richards, lavorava come domestica e venditrice ambulante.
Garvey frequentò una scuola elementare a St. Ann’s Bay, dove imparò a leggere, scrivere e studiare le basi della grammatica inglese. Dimostrò interesse per la lettura sin da giovane, spesso attingendo alla biblioteca paterna. A 14 anni interruppe gli studi formali e si trasferì a Kingston, dove cominciò un apprendistato come tipografo presso la stampa P.A. Benjamin.
Durante questi anni a Kingston, Garvey entrò in contatto con le prime forme di attivismo sindacale, partecipando alle proteste degli operai tipografi e maturando una crescente coscienza delle ingiustizie razziali e sociali presenti nella società coloniale giamaicana. Queste esperienze contribuirono in modo decisivo alla formazione del suo pensiero politico e all’idea che il riscatto della popolazione nera dovesse passare attraverso l’educazione, l’unità e l’autosufficienza economica.  

### Esperienze professionali e attivismo (1905–1909)
Nel 1905 Garvey si trasferì a Kingston, dove lavorò come tipografo per la P.A. Benjamin Manufacturing Company, diventando uno dei primi capisquadra afro‑giamaicani. Partecipò attivamente al sindacato dei tipografi e alla grande sciopero del novembre 1908: per questo venne licenziato e successivamente impiegato dall’amministrazione coloniale, circostanza che accrebbe la sua coscienza delle ingiustizie sociali. Durante questi anni subì anche l’esperienza del terremoto del 1907, che lo costrinse a vivere per mesi all’aperto dopo che la madre morì nel 1908.

### Viaggi e formazione internazionale (1910–1914)
Nel 1911 Garvey si trasferì in Costa Rica, dove lavorò come sorvegliante in una piantagione della United Fruit Company e fondò il giornale bilingue Nation/La Nación, con cui denunciava lo sfruttamento dei lavoratori neri.  Nei successivi anni viaggiò in America Centrale, fino a stabilirsi a Londra (1912–1914), dove lavorò per la rivista African Times and Orient Review, frequentò corsi serali di diritto alla Birkbeck College e lesse l’autobiografia Up from Slavery di Booker T. Washington, che influenzò profondamente la sua visione panafricanista prima del ritorno in Giamaica nel 1914.

### Fondazione della UNIA e attività in Giamaica (1914–1916)
Nel luglio 1914, Garvey tornò in Giamaica e fondò la Universal Negro Improvement Association and African Communities League (UNIA), con lo slogan One Aim, One God, One Destiny. L’organizzazione si proponeva di promuovere l’orgoglio razziale, la solidarietà tra i neri e il riscatto morale e culturale dei popoli africani. Inizialmente contava pochi membri e fu oggetto di critiche da parte di alcuni giamaicani per l’uso del termine “Negro”, considerato dispregiativo; Garvey tuttavia lo rivendicava come identificazione storica e culturale della diaspora africana.
La sede della UNIA fu allestita inizialmente nella stanza di un albergo a Kingston, poi trasferita in un locale più ampio grazie al supporto di Amy Ashwood, giovane attivista con cui Garvey si fidanzò segretamente nel 1915. L’organizzazione si presentava come club filantropico e culturale, e promuoveva attività educative e artistiche, tra cui gare di dizione, serate letterarie e incontri pubblici.
Garvey tentò di attirare l’interesse delle autorità coloniali e dei notabili locali, ottenendo finanziamenti da parte del sindaco di Kingston e del governatore britannico dell’epoca, William Manning. Tuttavia, fu osteggiato dalla classe media meticcia giamaicana, che lo percepiva come un opportunista e criticava i suoi toni ritenuti offensivi nei confronti della popolazione nera più povera. Accuse infondate di cattiva gestione dei fondi dell’associazione ne minarono ulteriormente la reputazione.
Deluso dalla limitata crescita della UNIA in Giamaica, nel marzo 1916 Garvey decise di emigrare negli Stati Uniti, salpando a bordo della nave SS Tallac.

### Attività negli Stati Uniti (1916–1918)
Nel 1916 Garvey si trasferì a New York, stabilendosi ad Harlem. Dopo alcune difficoltà iniziali, intraprese un tour di conferenze in 38 stati americani, visitando anche il Tuskegee Institute in Alabama e diverse chiese afroamericane.
Nel 1917 fondò una sezione della UNIA a New York, aprendo l’adesione a tutti i neri di discendenza africana. Cominciò a tenere comizi per strada ad Harlem, attirando sia migranti caraibici sia afroamericani. Si avvicinò all’attivista Hubert Harrison e partecipò alla Liberty League, guadagnando visibilità tra i sostenitori dell’autonomia nera.
Dopo l’ingresso degli Stati Uniti nella Prima guerra mondiale, fu dichiarato non idoneo al servizio militare e iniziò a criticare il coinvolgimento afroamericano nel conflitto. In seguito alle rivolte razziali di East St. Louis nel 1917, promosse la legittima difesa e pubblicò un opuscolo per raccogliere fondi a favore delle vittime. Le sue posizioni gli attirarono l’attenzione delle autorità federali, che cominciarono a sorvegliarlo.
Nel 1918, dopo tensioni interne alla UNIA e un temporaneo allontanamento, un tribunale gli riconobbe la piena titolarità del movimento, consentendogli di riprenderne la guida.

### Espansione della UNIA (1918–1921)
Tra il 1918 e il 1921, la UNIA conobbe una rapida crescita. Venne legalmente registrata a New York e affiancata da una sezione commerciale, la African Communities’ League, con l’obiettivo di avviare attività economiche come ristoranti, lavanderie e import-export. 
Nell’aprile 1918 Garvey fondò il settimanale Negro World, che divenne il principale organo di propaganda della UNIA, diffuso non solo negli Stati Uniti ma anche nei Caraibi e in America Latina. Rifiutò di pubblicare pubblicità per prodotti schiarenti per la pelle o liscianti per i capelli, invitando i lettori all’orgoglio della propria identità africana. Nonostante alcune difficoltà finanziarie e controversie legali con collaboratori non pagati, il giornale raggiunse una diffusione significativa ed ebbe un forte impatto simbolico.
Garvey nominò come direttore editoriale Wilfred Domingo, ma le divergenze ideologiche portarono rapidamente a uno scontro; Domingo si dimise e divenne un critico del movimento. Nel frattempo, Amy Ashwood si unì a Garvey a New York e fu nominata segretaria generale della UNIA, contribuendo attivamente alle attività culturali insieme all’attrice Henrietta Vinton Davis.
Dopo la Prima guerra mondiale, Garvey partecipò alla fondazione della International League for Darker People, che tentò, senza successo, di influenzare la Conferenza di pace di Parigi del 1919 a favore delle popolazioni non europee.
Nel contesto di forti tensioni razziali negli Stati Uniti e del timore di radicalizzazione dopo la Rivoluzione russa, Garvey fu sorvegliato dall’FBI. J. Edgar Hoover lo considerava un agitatore pericoloso e ne raccomandò la deportazione, ma il Dipartimento del Lavoro respinse la richiesta per mancanza di prove concrete.

#### Crescita del movimento e tensioni ideologiche
Tra il 1918 e il 1921, la UNIA si espanse rapidamente, con sedi in 25 stati americani e in diverse regioni dei Caraibi, dell’America Latina e dell’Africa occidentale. Garvey dichiarò numeri di adesione molto elevati, anche se spesso esagerati. A differenza della NAACP, orientata verso l’integrazione razziale e le élite nere, la UNIA si rivolse alle masse afrodiscendenti, in particolare migranti caraibici e classi popolari.
Il contrasto con il leader della NAACP, W. E. B. Du Bois, fu aspro: Garvey lo definì un “reazionario al soldo dei bianchi”, mentre Du Bois lo accusò di demagogia. I due non riuscirono mai a collaborare, e la rivalità divenne personale.
Garvey fondò diverse imprese a Harlem, tra cui un ristorante, una gelateria e un negozio di cappelli. Acquistò anche un edificio parzialmente costruito che divenne la sede della UNIA, chiamata Liberty Hall, ispirata all’omonimo centro dell’indipendenza irlandese. Creò inoltre una milizia simbolica, la African Legion, e la Negro Factories League, che gestiva attività economiche come lavanderie, tipografie e alimentari.
Nel 1920 organizzò a Harlem la Prima Conferenza Internazionale dei Popoli Neri, che culminò con una parata a Madison Square Garden con oltre 20.000 partecipanti. In quell’occasione, Garvey fu proclamato Presidente Provvisorio dell’Africa, ruolo simbolico pensato per un futuro post-coloniale. La dichiarazione finale condannava il colonialismo europeo e rivendicava i diritti dei popoli africani. Il titolo fu tuttavia accolto con scetticismo da parte di molti, specialmente tra gli africani presenti.
La UNIA avviò contatti con il governo della Liberia, sperando di creare insediamenti per afroamericani in Africa. Fu lanciata una raccolta fondi per un prestito da 2 milioni di dollari, e fu inviata una delegazione per valutare la fattibilità del progetto.
All’interno della UNIA sorsero però tensioni ideologiche. Garvey prese le distanze dai movimenti socialisti e accusò Cyril Briggs, leader dell’African Blood Brotherhood, di non essere veramente nero. Briggs lo querelò con successo per diffamazione penale. Garvey fu anche coinvolto in altri procedimenti giudiziari per diffamazione, tra cui uno con il procuratore distrettuale Edwin P. Kilroe, che si concluse con un ordine di ritrattazione pubblica.

### Tentato omicidio
Nell’ottobre 1919, George Tyler, venditore part-time del Negro World, entrò negli uffici della UNIA e disse a Garvey che Kilroe “lo aveva mandato”, per poi tentare di assassinarlo. Garvey fu colpito da quattro colpi sparati con un revolver calibro .38, ricevendo due proiettili alla gamba destra e al cuoio capelluto, ma sopravvisse. Tyler fu presto arrestato, ma si suicidò gettandosi dal terzo piano della prigione di Harlem; non fu mai chiarito il motivo per cui avesse tentato di uccidere Garvey. Garvey si riprese rapidamente dalle ferite e, cinque giorni dopo, tenne un discorso pubblico a Filadelfia. In seguito al tentato omicidio, Garvey assunse una guardia del corpo, Marcellus Strong.

### Vita Privata
Poco dopo il tentato omicidio, Garvey chiese in moglie Amy Ashwood e la sposò il giorno di Natale del 1919, con una cerimonia cattolica privata seguita da una celebrazione a Liberty Hall alla presenza di migliaia di membri della UNIA. Il matrimonio, però, si incrinò rapidamente e, dopo pochi mesi, Garvey chiese l’annullamento accusando la moglie di adulterio. La causa si protrasse per due anni e non portò al divorzio; la coppia si separò definitivamente. Successivamente Ashwood intraprese la carriera di autrice e direttrice musicale durante l’Harlem Renaissance. 

### La morte
Garvey morì a Londra all'età di cinquantadue anni, colpito da due infarti, dopo aver letto un falso necrologio di se stesso pubblicato sul Chicago Defender del gennaio precedente che affermava che egli era morto "squattrinato, solo e impopolare". A causa delle restrizioni dovute alla seconda guerra mondiale, il suo corpo fu seppellito all'interno di una cripta nel St. Mary's Catholic cemetery di Londra e solo vent'anni dopo, i suoi resti furono portati in Giamaica, dove il governo lo proclamò primo eroe nazionale e lo inumò nel locale Parco degli Eroi Nazionali.